# Đảng Đồng tính
Đảng Đồng tính (tiếng Ý: Partito Gay), có tên đầy đủ là Partito Gay per i diritti LGBT+, Solidale Ambientalista e Liberale ("Đảng Đồng tính vì quyền LGBT+, Đoàn kết, Bảo vệ Môi trường và Tự do"), là một nhóm chính trị của Ý, là nhóm đầu tiên đặc biệt nhằm bảo vệ quyền đa dạng tính dục.

## Lịch sử
Nguồn gốc của đảng bắt nguồn từ năm 2018, khi Fabrizio Marrazzo (nhà hoạt động LGBT, phát ngôn viên của Trung tâm Người đồng tính và cựu chủ tịch của Arcigay ở Rome) đăng ký thương hiệu "Partito Gay" vào ngày 30 tháng 8, trong đó bao gồm một biểu trưng chứa một thương hiệu có màu cờ LGBT và cụm từ "Châu Âu Ý" ở trên cùng. Vào thời điểm đó, Marrazzo chỉ ra rằng đảng đang trong giai đoạn chưa phát triển để có thể phát triển đảng ở mức độ lớn trong các cuộc bầu cử trong tương lai và ông hy vọng sẽ giành được từ 6% đến 15% số phiếu bầu.
Đảng được giới thiệu công khai vào ngày 19 tháng 11 năm 2020, trong một hoạt động do Marrazzo lãnh đạo cùng với các nhà hoạt động LGBT Claudia Toscano và Vittorio Tarquini. Đảng xác định sự đoàn kết, chủ nghĩa môi trường và chủ nghĩa tự do giữa các trụ cột có chương trình của mình. Phần trình bày của đảng đã tạo ra sự chỉ trích từ bên trong cộng đồng LGBT, vì họ cho rằng các quyền công dân không thể được bảo vệ theo cách thức theo từng nhóm.
Trong số các hành động của đảng trong những tháng đầu tiên hoạt động là cáo buộc cầu thủ bóng đá Zlatan Ibrahimovic là kỳ thị người đồng tính vì những bình luận được đưa ra tại Lễ hội San Remo lần thứ 71, nơi ông đã đùa cợt với ca sĩ Achille Lauro, và một yêu cầu rằng Giardini Pubblici Indro Montanelli của Milan sẽ đổi tên thành Raffaella Carrà để tưởng nhớ cái chết gần đây của bà và bác bỏ những bình luận phân biệt chủng tộc mà Montanelli đã đưa ra trong suốt cuộc đời của mình.
Đảng Đồng tính đã đưa ra các ứng cử viên cho cuộc bầu cử thành phố năm 2021, chủ yếu ở các thành phố Rome, Milan và Turin, nơi Fabrizio Marazzo, Mauro Festa và Davide Betti Balducci lần lượt được giới thiệu là ứng cử viên thị trưởng. Trong trường hợp của Turin, đảng này đã tố cáo hành vi kỳ thị đồng tính từ phía các quản lý chung cư nơi đặt trụ sở chính tại địa phương của nhóm do những khó khăn mà họ gặp phải trong việc trưng bày cờ LGBT và các biểu tượng của đảng, cũng như thực hiện các hoạt động vận động tranh cử.